# Doctrina Sinatra
Doctrina Sinatra a fost numele dat în timpul lui Mihail Gorbaciov doctrinei politice sovietice. Numele dat face o aluzie glumeață la cântecul "My Way" al lui Frank Sinatra, descriind noua abordare a politicii externe, prin care URSS permitea țărilor membre ale Pactului de la Varșovia să-și determine propria cale în domeniul politicii interne. 

## Istoric
Această nouă doctrină a fost prima reorientare majoră a politicii externe sovietice după enunțarea doctrinei Brejnev, care legifera amestecul Moscovei în treburile interne ale statelor sale satelit. Doctrina Brejnev a justificat intervenția sovietică și a unor state membre ale Pactului de la Varșovia în Cehoslovacia în 1968 pentru înăbușirea Primăverii de la Praga, dar și pentru intervenția din 1979 într-un stat nemembru al Pactului de la Varșovia – Afganistan. La sfârșitul deceniului al nouălea, slăbiciunile structurale ale sistemului sovietic, problemele stagnării economice, creșterea anticomunismului și efectele războiului din Afganistan au făcut ca Uniunea Sovietică să fie din ce în ce mai puțin capabilă să-și impună voința statelor satelit din  Europa Răsăriteană. 
Termenul a fost pentru prima oară folosit de purtătorul de cuvânt al ministerului sovietic de externe, Ghennadi Gherasimov, pe 25 octombrie 1989. El a apărut în timpul unei emisiuni populare de televiziune americană (Good Morning America) pentru a discuta pe tema discursului ținut cu două zile în urmă de minstrul de externe sovietic  Eduard Șevardnadze. Acesta din urmă afirmase că sovieticii recunosc altor țări dreptul de alegere a propriului drum de dezvoltare, printre aceste state fiind enumeraț și membrii Pactului de la Varșovia. Gherasimov a spus în acel interviu: „Noi avem acum doctrina Frank Sinatra. El a avut un cântec, I Did It My Way. Așa că fiecare țară decide asupra propriului drum pe care să se îndrepte.” El a mai fost întrebat dacă asta va implica acceptarea de către Moscova a respingerii comunismului în țările blocului răsăritean. El a replicat: „Asta este sigur... structurile politice trebuie decise de oamenii care trăiesc acolo”. 
Doctrina Sinatra a fost considerată o permisiune acordată de Moscova aliaților ei de a-și decide propriul viitor. De fapt era vorba de o politică retroactivă, de vreme ce mulți dintre aliații sovieticilor își câștigaseră o mult mai mare libertate de acțiune. Cu o lună mai înainte de declarația lui Gherasimov, în Polonia fusese ales primul guvern necomunist de după al doilea război mondial. Guvernul din Ungaria deschisese granițele cu Austria, făcând practic să dispară Cortina de Fier de la frontierele sale. Cum Ungaria era una dintre puținele țări în care est-germanii puteau călători, mii dintre „turiștii” redegiști s-au îndreptat către această țară, din care puteau trece în vestul mult visat. Spre nemulțuirea uriașa a liderilor est-germani, autoritățile maghiare au refuzat să stopeze exodul spre occident.
Astfel de evenimente au deranjat comuniștii de mână forte așa cum era liderul est-german Erich Honecker, care a condamnat public sfârșitul tradiționalei „unități socialiste” a blocului sovietic și a făcut apel la Moscova să intervină în Ungaria. Honecker trebuia să facă față creșterii opoziției interne și marilor demonstrații antiguvernamentale din orașele germane. Discursul lui Șevardnadze și descrierea memorabilă a lui Gherasimov a noii politici externe sovietice au dus și la răspunsul dur la cererile de ajutor ale lui Honecker, care ar putea fi rezumat în: „nu ne mai supărați cu problemele voastre, rezolvați-le singuri.” 
Proclamarea Doctrinei Sinatra a avut un efect dramatic în blocul sovietic. Guvernul est-german izolat de propria populație a sperat că sovieticii vor interveni în apărarea comunismului în RDG sau în alte țări. Proclamarea noii doctrine de politică externă a semnalizat faptul că Uniunea Sovietică nu mai este dispusă să intervină în favoarea comuniștilor germani. Numai câtva luni mai târziu, guvernele comuniste din RDG, Cehoslovacia și Bulgaria erau înlocuite de la cârma țărilor lor, ceea ce a echivalat cu încheierea Războiului Rece, prăbușirea definitivă a Cortinei de Fier și încetarea divizării Europei.